# Městská hromadná doprava v Budapešti
Městskou hromadnou dopravu v Budapešti provozuje hlavně společnost Budapesti Közlekedési Zrt. (BKV Zrt. - Budapesti Közlekedési Vállalat), která byla založena 1. ledna 1968, za účelem sjednotit menší dopravní podniky do jednoho. V současnosti je otevřenou akciovou společností. BKV provozuje 4 linky metra, 34 tramvajových linek, 15 trolejbusových linek, 231 linek autobusů, 40 linek nočních autobusů, jednu pozemní lanovku, jednu sedačkovou lanovku, jednu zubačku (číslem linky 60 řazena mezi tramvajové linky, platí na ní běžný tarif MHD) a 4 lodní linky. Do roku 2016 BKV provozovala i 5 linek příměstských vlaků HÉV, které nyní provozuje státní firma BHÉV Zrt.
Metro denně přepraví kolem 767 500 osob (2008).

## Druhy dopravy

### Autobusová doprava

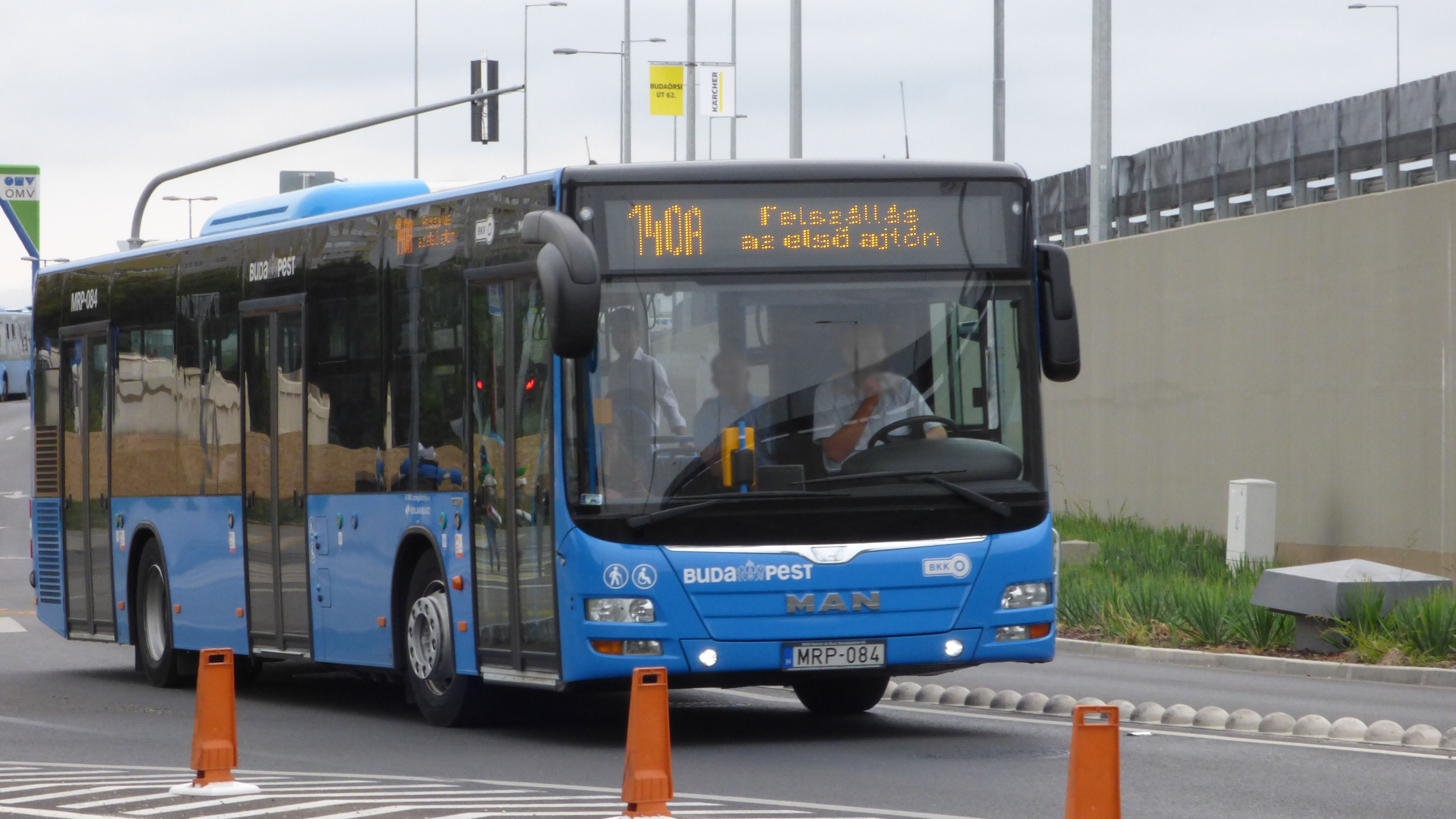
Man Lion's City na lince 140A.

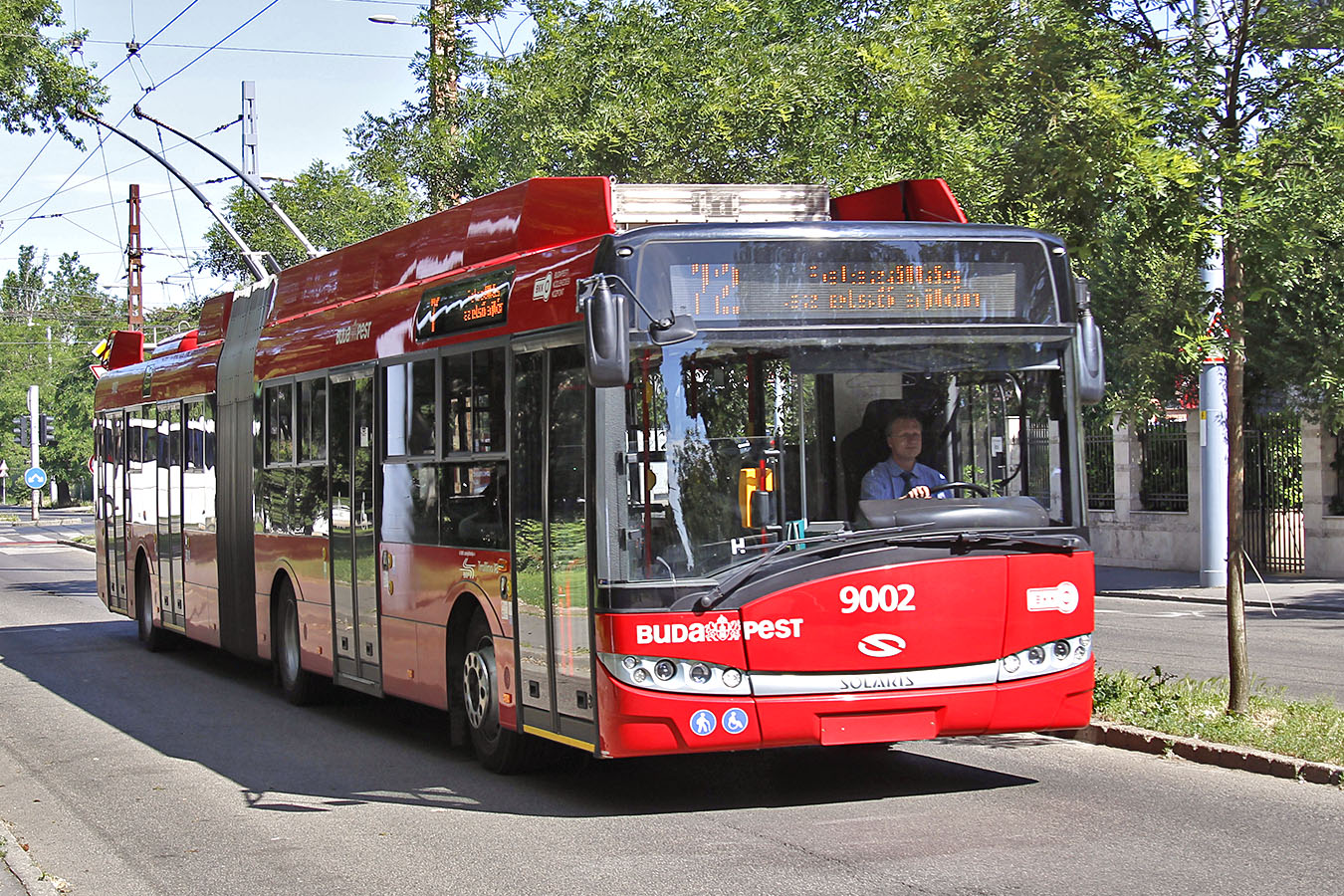
Trolejbus Solaris 18 na lince č. 72

BKV provozuje rozsáhlou síť veřejné hromadné dopravy, s velkým důrazem na autobusy. Část dopravních výkonů dodávají formou subdodávek dopravci Volánbusz a VT-Arriva. Vozový park typicky modrých autobusů (starší vozy tmavě modré, novější světle modré) má kolem 1200 vozidel. Významnou část vozového parku nadále tvoří autobusy maďarské značky IKARUS. Zastoupeny jsou jak dobře známé článkové vozy Ikarus 280, v počtu cca 230 kusů, tak jejich 11metrová, resp. 12metrová verze Ikarus 260 (cca 230 kusů), resp. Ikarus 263 (4 kusy). Jsou průměrně 20 let staré a proto se musí často opravovat a některé příslušenství navíc nefunguje, co je pro cestující značně nekomfortní. Zastoupeny jsou i novější typy autobusů maďarského výrobce: Ikarus 415 (75 vozů), Ikarus 412 (cca 50 vozů), Ikarus 435 (cca 150 vozů) a Ikarus 405 (cca 28 vozů), okrajově jsou zastoupeny vozy Ikarus V127 (5 kusů), Ikarus V187 (1 kus) a Irisbus-Renault Agora (1 kus). V letech 2004–2006, bylo koupeno 150 ks článkových autobusů Volvo 7700A, které jezdí na velmi vytížených a dlouhých linkách, jako 5 a 7. Od roku 2007 se průběžně kupují ojezděné autobusy od jiných měst, kde je už nepotřebují. Jedná se hlavně o Mercedes Citaro (cca 40 vozů), Volvo 7000A (25 kloubových vozů), Volvo 7700 (38 standardních vozů) nebo Van Hool AG300 (cca 55 kloubových vozů), A300 (13 standardních vozů) a A330 (50 vozů, z toho 49 s pohonem na CNG). Od května do července 2013 pořídila firma VT-Arriva 150 nových nízkopodlažních autobusů Mercedes Citaro 2. Tím současně stoupl podíl nízkopodlažních autobusů na 45 %. V roce 2014 pořídil dopravce BKV 3 kusy autobusů Solaris Urbino 10, 3 minibusy na podvozku Mercedes-Benz Sprinter a midibus Molitus S 91. Také přibylo dalších 135 nových autobusů MAN Lion’s City a Rába-Volvo 7900A, které byly přebraty firmou Volánbusz. Tyto autobusy jsou rovněž provozovány na linkách, které jsou příměstské, respektive opouštějí hranice města. Pro autobusy existují také vyhrazené jízdní pruhy, aby se předešlo opoždění při dopravních zácpách.

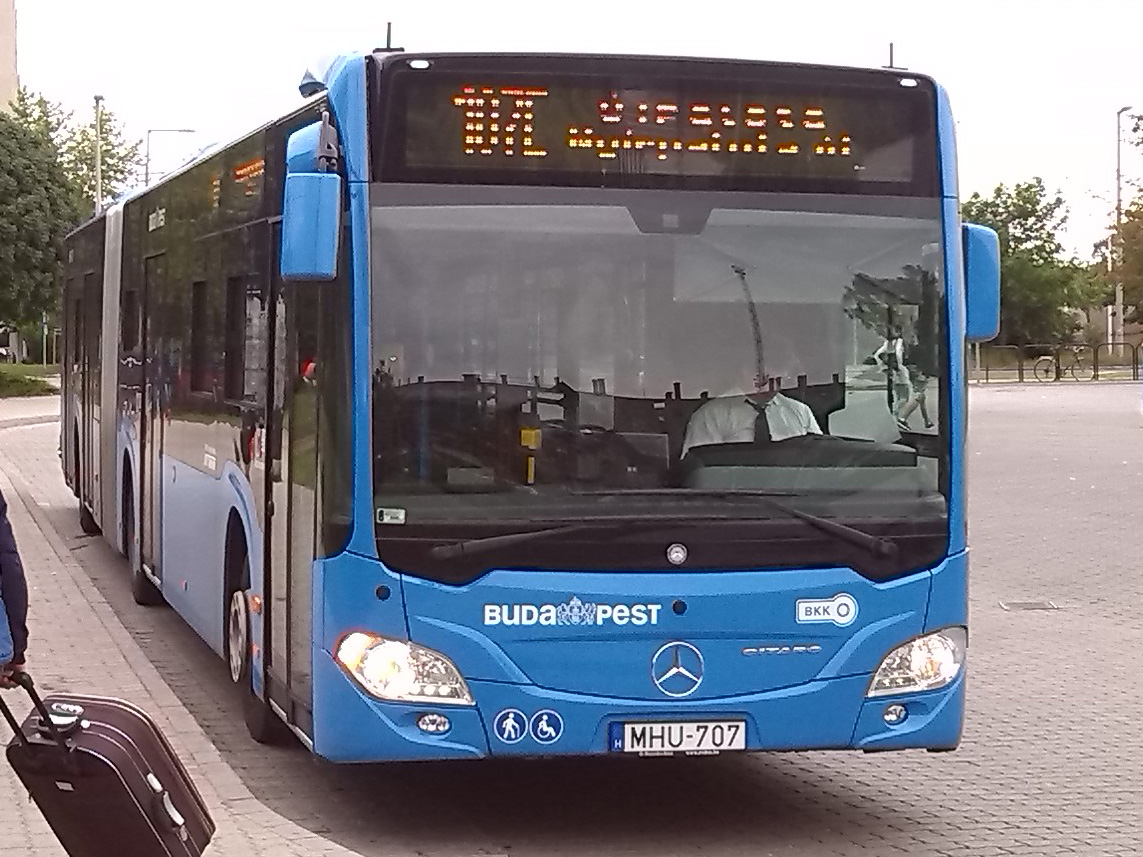
Autobus Mercedes Citaro 2 na lince č. 107

### Trolejbusová doprava
BKV provozuje 15 trolejbusových linek. Trolejbusy jsou červené barvy. Většinu vozů tvoří staré trolejbusy výrobce Ikarus. Na konci roku 2015 začalo jezdit i 24 nových trolejbusů značky Solaris s pohonem od Škody. Zpočátku ale v tendru neúspěšná Škoda vícekrát napadla platnost výběrového řízení, čím se obnova vozového parku o pár let opozdila.

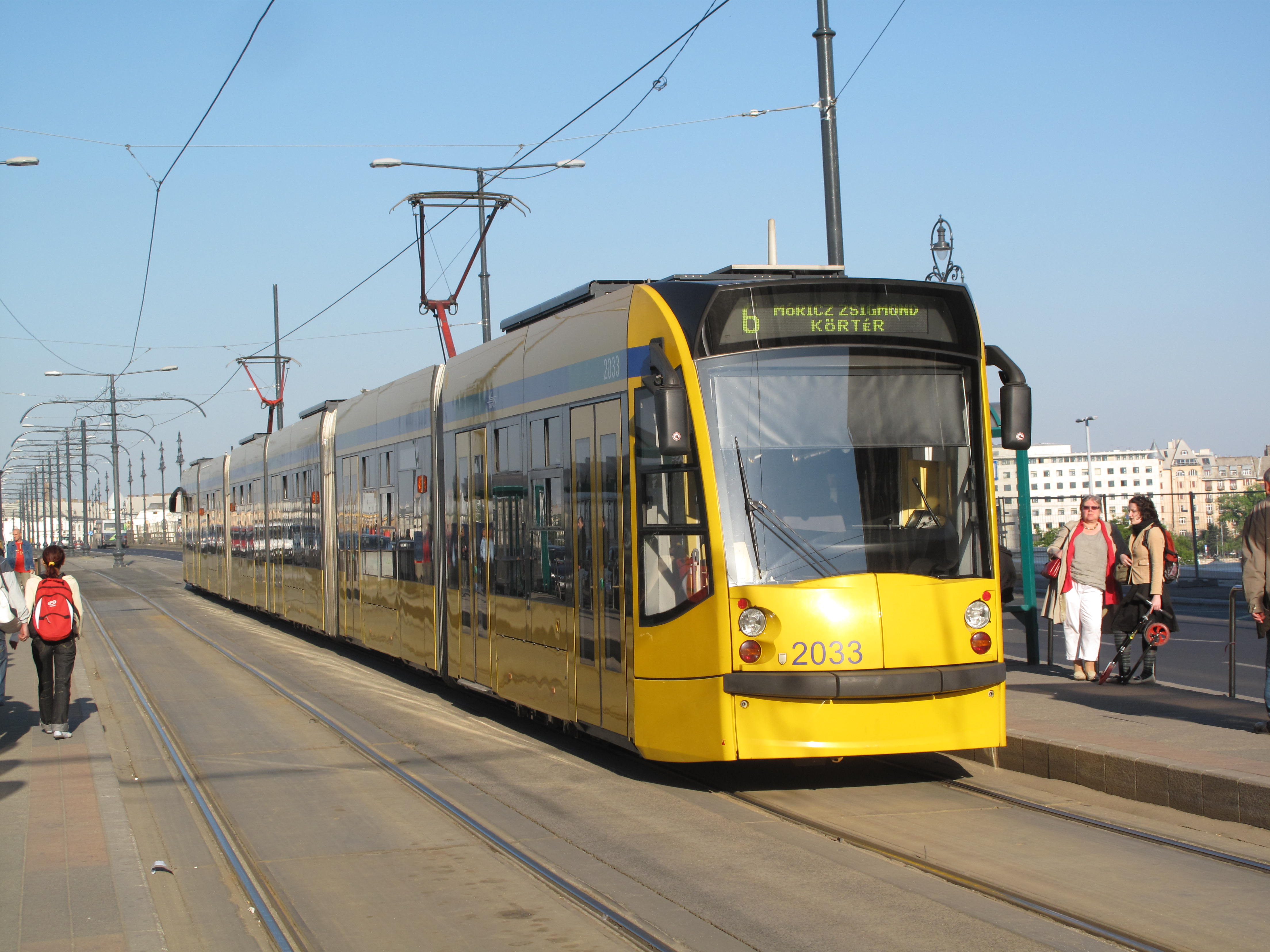
Tramvaj Siemens Combino

### Tramvajová doprava

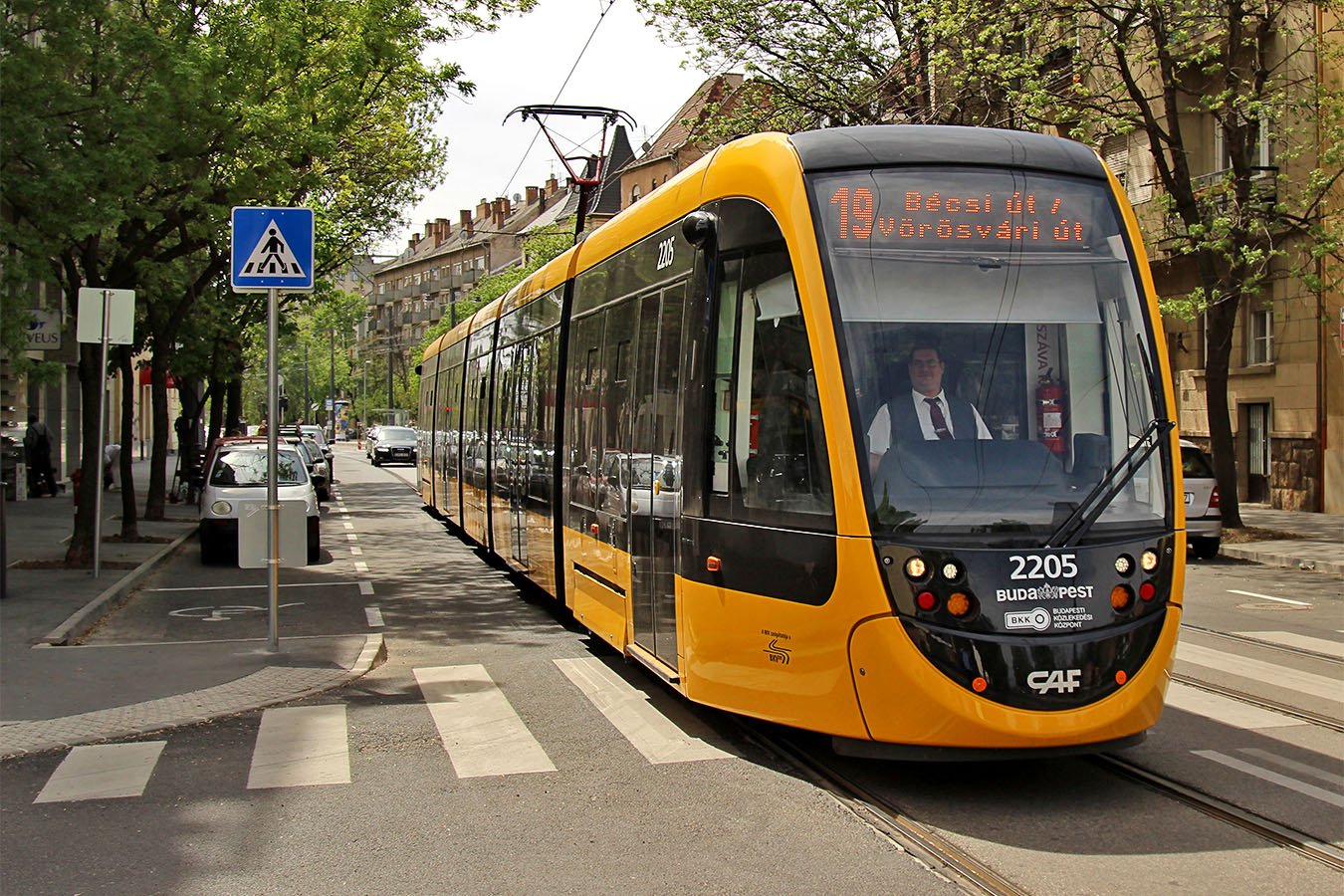
Tramvaj CAF na lince 19

Tramvaje jsou žluté barvy, s nejvyšším počtem ČKD Tatry (322 ks), vyrobené v roce 1980 v Československu, které jezdí na linkách 1, 12, 14, 18, 28, 41, 59, 59A, 59B, 61. V centru města jezdí tramvaje maďarské značky Ganz (133 ks), vyrobené v 60. letech, a to na linkách 2, 19, 47, 47B, 48, 49, 51, 51A. Na okolí Budapešti jezdí vozy TW6000 a TW6100 (dohromady 103 ks) německé výroby, koupené od německého Hannoveru v roce 2001. Tyto tramvaje byly uzpůsobeny rozměrům hannoverských stanic, jejich schody jsou příliš vysoko, a proto je velmi obtížné do nich nastoupit, na což se stěžují hlavně starší obyvatelé. Byly vyrobeny kolem roku 1975 a jezdí na linkách 3, 24, 37, 37A, 42, 50, 52, 62, 62A, 69. Na linkách 4 a 6 jezdí tramvaje Siemens Combino z roku 2006 (40 ks). Denně přepraví kolem 400 000 cestujících. Vláda slibovala doručení tramvají do roku 2004, ale dodávka se o pár let protáhla. Ve své době šlo o nejkapacitnější tramvaje v Evropě (dlouhé 54 metrů), tím zároveň i nejdelší tramvaje na světě, které na zastávky přijíždí každé 1–2 minuty.[zdroj?] Později do nich byly instalovány kamery, jelikož byly tyto linky častým terčem kapsářů. Postupně se rozšiřuje tramvajová síť a vyměňují zastaralé tramvaje za nové.

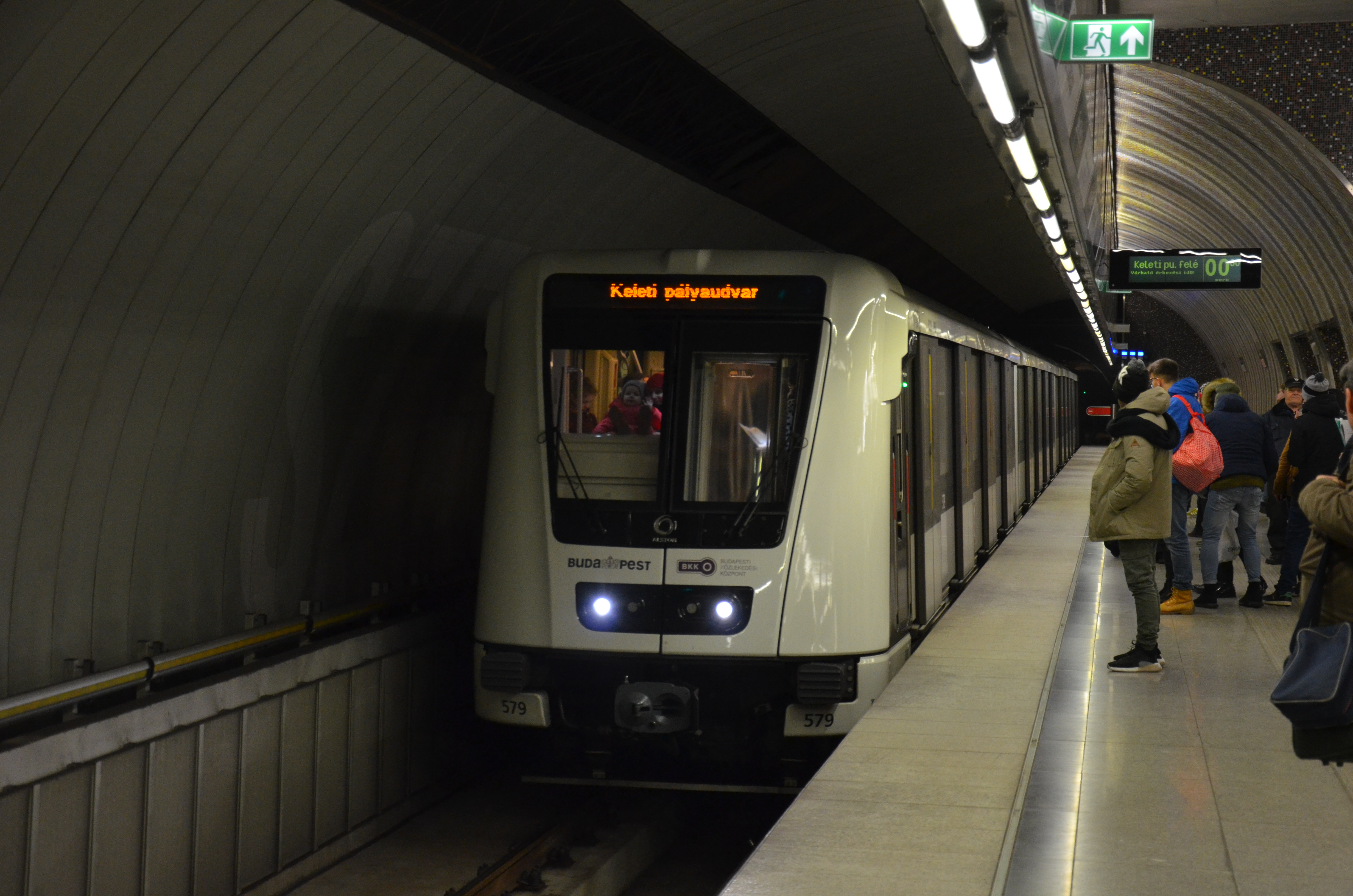
Alstom Metropolis na lince M4

Zubačka, označována i jako za tramvaj č. 60, je obsluhována 7 soupravami SGP-BBC.

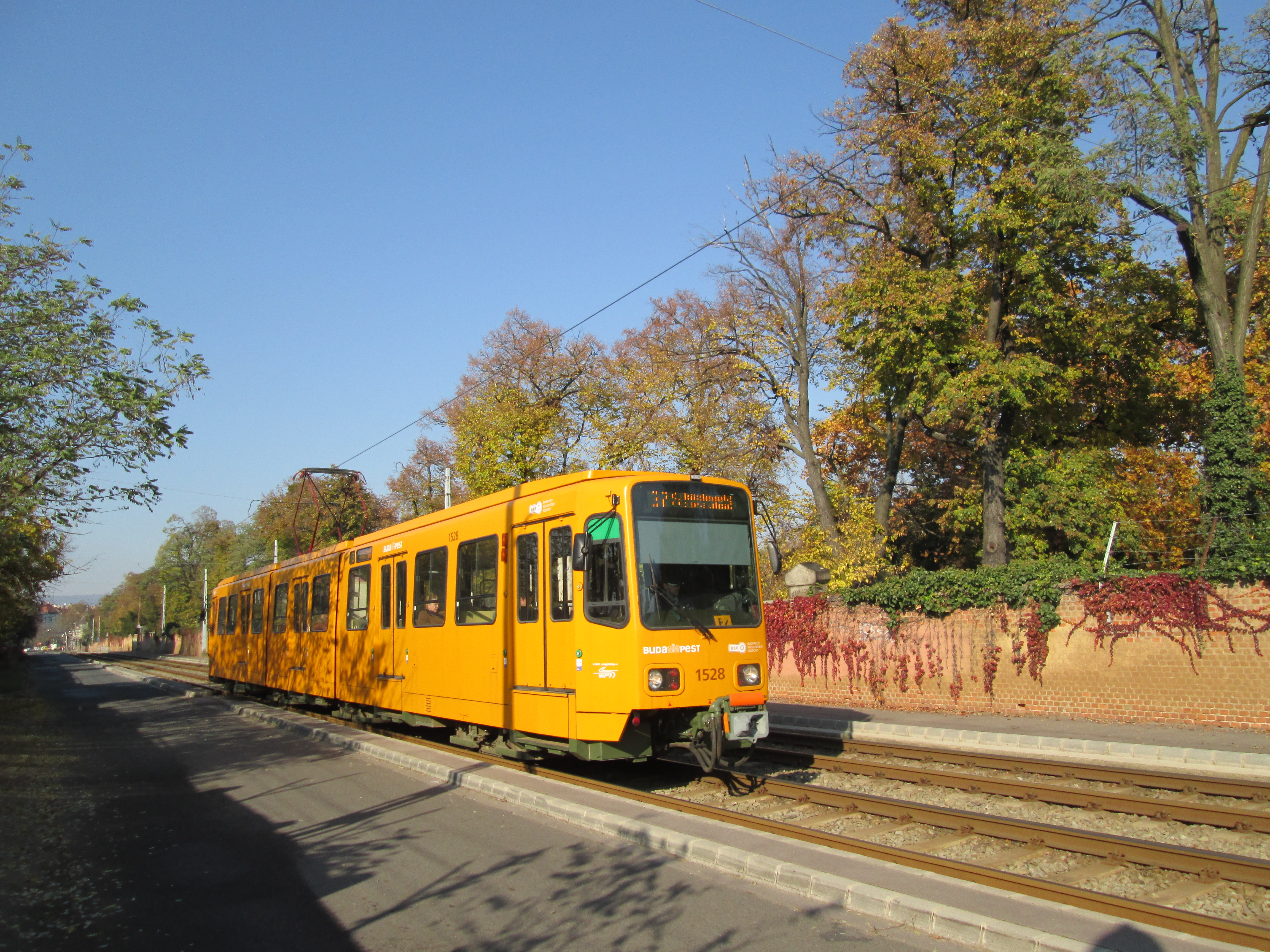
TW6000 na lince 37

V roce 2013 vypsala společnost BKK tender na zajištění 47 tramvají - 35 ks 34-metrů a 12 ks 56-metrů dlouhých (s možností na dodatečných 87). Tender vyhrála španělská společnost CAF, Škoda se ucházela také, ale z tendru byla vyřazena a několikrát napadla výsledek, což vedlo k půlročnímu opoždění a riziku ztráty EU dotací z důvody nestihnutí lhůty k využití peněz.Tramvaje jsou na 99,33% financovány z EU fondů a první nové tramvaje byly doručeny v září 2015. V zájmu zrychlení dodávek tramvají, aby se stihla lhůta na vyčerpání EU dotací z minulého cyklu - konec 2015, se BKK dohodla s CAF na zřízení konstrukční linky v Dunakeszi, za podmínky o koupi o 10 dalších kratších tramvají.

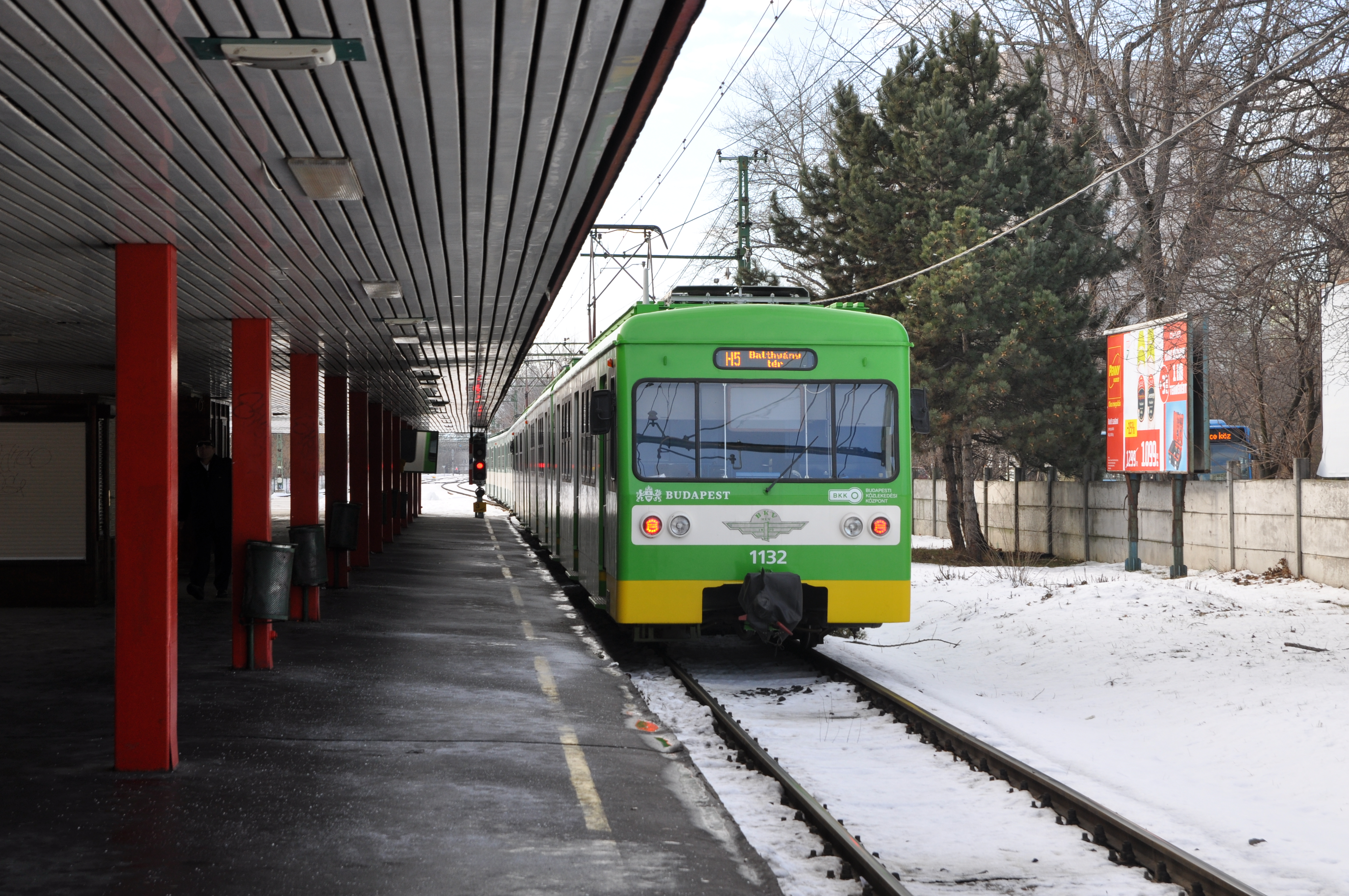
Souprava HÉV přijíždějící na zastávku Békásmegyer.

### HÉV

Logo HÉVu.

HÉV, neboli příměstské vlaky značky MX/A jsou používány lidmi, kteří bydlí na předměstí. Existují speciální kilometrové jízdenky. Princip je: čím dál se jezdí, tím je jízdné dražší. V minulosti bylo linek víc, ale byly zrušeny kvůli nedostatku financí na jejich provoz a údržbu po pádu komunismu. BKV provozovala do roku 2016 5 linek, které byly kvůli nehrazení nákladů na činnost za hranicemi města státem převzaty státem, a nově je provozuje nově vytvořená státní firma BHÉV Zrt.

Logo metra.

### Metro
Metro v Budapešti má 4 linky:
- Linka M1 (žlutá linka): Jde o nejstarší podzemní dráhu na kontinentální Evropě, spuštěna byla 2. května 1896. Je provozována malými žlutými vozy s malou kapacitou. Obsluhuje centrum města (pešťskou stranu) a vede na severovýchod k náměstí Hrdinů, Széchenyiho lázním a Mexické ulici.
- Linka M2 (červená linka): Propojuje Budín s východní částí města. Denně přepraví kolem 160 000 lidí.[7] Linka byla zcela zrekonstruována mezi roky 2004 a 2007. V roce 2013 přeběhla výměna starého zabezpečovacího systému za systém od Siemensu. Od června 2013 je obsluhována výhradně vozy od firmy Alstom. Stanice disponují novějšími technologiemi a vozy a stanice jsou sledovány kamerovým systémem.
- Linka M3 (modrá linka): Propojuje sever města přes centrum s jihem. Denně přepraví 220 000 lidí, což je více lidí než za den přepraví vlaky MÁV (Magyar Államvasutak), národní železniční společnost, na celém území Maďarska.[7] Nacházejí se na ní stanice postavené v 70.–90. letech 20. století, které byly v letech 2017–2023 zcela rekonstruovány. Jsou obsluhovány původně sovětskými, později rekonstruovanými vozy 81-71. Před rekonstrukcí byl stav této linky natolik vážný a nebezpečný, že pokud by k ní nedošlo, bylo by nutné provoz linky zastavit.[8] Neustálá výměna kolejí je jediná věc, která linku stále drží provozuschopnou.[8][9]
- Linka M4 (zelená linka): Propojuje jihovýchod města s jihozápadem. Otevřena byla 28. března 2014. Je obsluhovaná vozy od firmy Alstom, které na lince jezdí bez řidiče. Zpočátku nebyla linka využívána podle očekávání (100–110 tisíc lidí denně), i když BKK na úkor komfortu cestujících změnila velkou část povrchové dopravy, aby využití metra maximalizovala.[10] Pro město to představovalo velký problém, protože jednou z podmínek pro získání dotací bylo to, že metro musí do roku 2017, kdy se konala kontrola od EU, přepravovat nejméně 474 000 lidí denně. Největším konkurentem linky 4 je tramvaj č. 49, která s ní sdílí velkou část trasy.

Plánovaná je také fialová linka M5, která vzejde s propojením příměstských vlaků H5 a H7 a částí metra M2.

### Lanovka
Pozemní lanovka, která vede k turistickým atrakcím, je používána hlavně turisty. Vede od Lánchídu (Řetězového mostu) ke hradu a k Rybářské baště. Ostatní lanovky jsou používány pouze v malé míře. Plánována je i druhá lanovka, která má obsluhovat Gellért-hegy.
Sedačkovou lanovku provozuje BKK od Zugliget na János-hegy.

### Lodní trajekty
Lodní trajekty - D11, D12, D13, D14 - fungují především přes léto a při ideální hladině vody. D14 je v podstatě přívoz v jižní části Budapešti na ostrov Csepel.
V roce 2018 však jsou v provozu i v zimě v rozsahu několika málo spojů linky D11 v pracovních dnech a zkrácená verze D2 také o víkendech.

## Typy jízdenek

### Jízdné
Cena jízdného každým rokem narůstala, v roce 2014 některé jízdenky zlevnily. Obsahuje 21,26% sazbu DPH. Pro osoby do 6 let a pak od 65 let je cestování zdarma, při předložení dokladu (například občanského průkazu). Na některých linkách autobusů, je povinné nastupovat u prvních dveří a je nutné se prokázat jízdenkou nebo dokladem o bezplatném cestování řidiči. Jízdenky jsou tištěny na papír. Při nástupu se musí jízdenka označit v manuálních děrovačích červené barvy nebo v novějších žlutých, elektronických razítkovačích. Pro přestup na jinou linku je potřeba nová jízdenka, nebo se musí označit druhá část jízdenky přestupní. Při přestupu mezi linkami metra a z tramvaje/metra na náhradní autobusovou dopravu za ni, je přestup bezplatný. Při přestupu na náhradní dopravu se musí jízdenka validovat na náhradním autobusu na druhém konci jízdenky.
| Typ                                                                 | Cena (Ft)                              |
| ------------------------------------------------------------------- | -------------------------------------- |
| Vonaljegy (Jízdenka)                                                | 350 Ft                                 |
| Helyszínen váltott vonaljegy (Jízdenka zakoupená u řidiče)          | 450 Ft                                 |
| 10 darabos gyűjtőjegy (10jízdenkový bloček)                         | 3 000 Ft                               |
| Repülőtéri vonaljegy (Jízdenka na autobus na letiště)               | 2 200 Ft                               |
| Környéki helyközi vonaljegy (Jízdenka pro příměstské spoje)         | 250 Ft                                 |
| HÉV menetjegy 10, 15, 20, 25, 30 km (Jízdenka pro HÉV na kilometry) | 250 Ft, 310 Ft, 370 Ft, 465 Ft, 560 Ft |
| Hajó vonaljegy (Jízdenka na trajekt)                                | 750 Ft                                 |
| Hajó vonaljegy gyermekeknek (Jízdenka na trajekt pro děti)          | 550 Ft                                 |

### Legitimace / Časové jízdné
| Typ | Cena (Ft)                                                      |
| --- | -------------------------------------------------------------- |
| Budapest 24 órás jegy (24h jízdenka)                                                                        | 2 500 Ft                                                       |
| Budapest 72 órás jegy (72h jízdenka)                                                                        | 5 500 Ft                                                       |
| Kiegészítő heti Budapest-bérlet (Doplňující týdenní jízdné k jiné časové jízdence)                          | 2 450 Ft                                                       |
| Félhavi (15 napos) Budapest-bérlet (Patnáctidenní jízdenka)                                                 | 6 300 Ft                                                       |
| Havi Budapest-bérlet (Měsíční jízdenka pro dospělé)                                                         | 9 500 Ft                                                       |
| Havi Budapest-bérlet közoktatásban tanulóknak (Měsíční jízdenka pro žáky středního stupně)                  | 3 450 Ft                                                       |
| Havi Budapest-bérlet felsőoktatásban tanulóknak (Měsíční jízdenka pro žáky vyššího stupně)                  | 3 450 Ft                                                       |
| Havi Budapest-bérlet nyugdíjasoknak (Měsíční jízdenka pro seniory)                                          | 3 330 Ft                                                       |
| Havi Budapest-bérlet kisgyerekeseknek (Měsíční jízdenka pro rodiče s malými dětmi)                          | 3 450 Ft                                                       |
| Környéki bérlet 5 km (Příměstská legitimace na 5 km)                                                        | 5 940 Ft                                                       |
| Környéki bérlet 10 km (Příměstská legitimace na 10 km)                                                      | 9 580 Ft                                                       |
| Környéki helyi bérlet (Legitimace pro určenou trasu na předměstí)                                           | 5 200 Ft                                                       |
| Környéki helyi bérlet tanulóknak (Legitimace pro určenou trasu na předměstí pro žáky)                       | 2 600 Ft                                                       |
| Környéki helyi bérlet nyugdíjasoknak (Legitimace pro určenou trasu na předměstí pro seniory)                | 2 600 Ft                                                       |
| HÉV bérlet 5, 10, 15, 20, 25, 30 km (HÉV legitimace na kilometry)                                           | 5 940 Ft, 9 580 Ft, 11 900 Ft, 14 200 Ft, 17 800 Ft, 21 400 Ft |
| Kerékpárbérlet (Měsíčník na kolo)                                                                           | 540 Ft                                                         |
| Negyedéves Budapest-bérlet (Čtvrtroční jízdenka pro dospělé)                                                | 28 500 Ft                                                      |
| Negyedéves Budapest-bérlet közoktatásban tanulóknak (Čtvrtroční jízdenka pro žáky středního stupně)         | 10 350 Ft                                                      |
| Negyedéves Budapest-bérlet felsőoktatásban tanulóknak (Čtvrtroční jízdenka pro žáky vyššího stupně)         | 10 350 Ft                                                      |
| Negyedéves Budapest-bérlet nyugdíjasoknak (Čtvrtroční jízdenka pro seniory)                                 | 9 900 Ft                                                       |
| Szemeszterre szóló Budapest-bérlet közoktatásban tanulóknak (Jízdenka na semestr pro žáky středního stupně) | 16 200 Ft                                                      |
| Szemeszterre szóló Budapest-bérlet felsőoktatásban tanulóknak (Jízdenka na semestr pro žáky vyššího stupně) | 16 200 Ft                                                      |
| Éves Budapest-bérlet (Roční jízdenka pro dospělé)                                                           | 114 000 Ft                                                     |

## Rozvojové plány
V roce 2013 začalo BKK pokládat sloupy s displeji na frekventované zastávky a vybavovat vozidla s lokalizačními přístroji GPS. Tento projekt se nazývá BKK FUTÁR a poskytuje informace řidičům BKV a cestujícím o tom, kdy přijede jejich spoj a ohlašuje zastávky a v nových autobusech na LCD displejích nebo v starých autobusech vybavenými matrixovými displejemi příští zastávky i ukazuje. Systém měl být hotov do 31.3.2014, ale kvůli problémům instalace nové techniky do zastaralé elektroniky starých tramvají a kvůli problémům mezi dodavatelem softwaru a zhotovitelem, byl systém celkově spuštěn až na konci roku 2014.
V roce 2018 (původně v 2016) začne plnohodnotně fungovat systém elektronických jízdenek (podobně jako Opencard v Praze). Zastávky metra a HÉVu se vybaví turnikety, které budou disponovat čtečkami karet. Kupovat jízdné se bude dát i přímo u turniketů s bezkontaktní platební kartou pomocí 300 nových automatů. Karty se budou dobíjet částkou a při přečtení turniketem se z této částky odebere cena jízdenky, nebo se na kartu nahraje na pokladně časová jízdenka a pak nebude odečteno nic. Nejvíc čekaná funkce tohoto systému je časové jízdné, protože v Budapešti aktuálně existuje jenom jízdné určené k nepřerušené jízdě a tak si lidé při přestupu musí koupit novou jízdenku, i když jedou jenom dalších pár zastávek, což odrazuje hodně lidí od používání MHD.
Další rozvojové myšlenky se dají shrnout do následujících bodů:
- nakupování nových vozidel pomocí evropských fondů, např.: tramvají, souprav metra, trolejbusů a autobusů[11][12][13]
- budování tramvajových linek[11][12][13]
- prodloužení tramvaje č. 2 z Jászai Mari tér paralelně k metru M3 přes Dráva utca - čtvrť Vizafogó - ke zastávce metra M3 v Gyöngyösi utca[11][12][13]
- opravování kolejí a renovace stanic
- kompletní přestavba linky 1 a 3[14][15], prodloužení linky 1 přes Rákoczi híd na jihozápad k Kelenföld pályaudvar[16] a na severu k Aranyvölgy[13] a prodloužení linky 3 až na Árpád híd[13]
- prodloužení linky metra 1 v obou směrech, vyměnění 40 let starých souprav[13]
- přepojení XXVII. obvodu města (Pesterzsébet) novou linkou HÉV[13][17]
- generální přestavba Széll Kálmán tér[18] a přepojení linek 19, 41 s linkou 17, která zanikne, změna trasy linek 61, 18 a znovuspuštění linky 56 v rámci projektu Budai fonódó villamos[19][20]
- znovupřepojení linky 14 a 47, 49 přes Bajcsy-Zsillinsky út[13]
- prodloužení linky 42 ke Gloriett-lakótelep[21][13]
- prodloužení tramvaje č. 50 z Béke tér k letišti Liszta Ference a ke hranicím města Vecsés[13]
- rekonstrukce metra 3[13]
- prodloužení zubačky na východě na Széll Kálmán tér a na západě na Normafu, za účelem konkurenceschopnosti oproti autobusům 21, 21A a 212[22][13]
- znovuvýstavba, přepojení a prodloužení bývalých tramvajových linek č. 67[23][24] a 44[25][24] od Rákoczi út - Astoria - Keleti pályaudvar - Thököly út - Csömöri út - Újpalota, čímž dojde k výměně neefektivní rodiny autobusů č. 7, 7E a 107, které jezdí příliš často a zacpávají ulice v centru města[13]
- vybudování P+R parkovišť[26][13]
- metro 5, které vzejde s propojením příměstských vlaků H5 a H7 a částí metra M2.[13][17]
- přepojení metra 2 s H8 (Gödöllői HÉV)[13] a vybudování odbočky na Rákoskeresztúr[27]
- elektronické, časově založené jízdné[28]
- spuštění systému FUTÁR[29]

## V médiích
V roce 2002 až 2003 se v prostorech metra 2 a 3 natáčel film Kontroll, který vyhrál několik filmových cen. Na začátku filmu vysvětlil ředitel BKV, Tibor Bolla, že všechny způsoby revizorů a jejich jména jsou pouze fiktivní, aby si diváci nemysleli, že se něco takového doopravdy děje.